# Organisme saproxylique

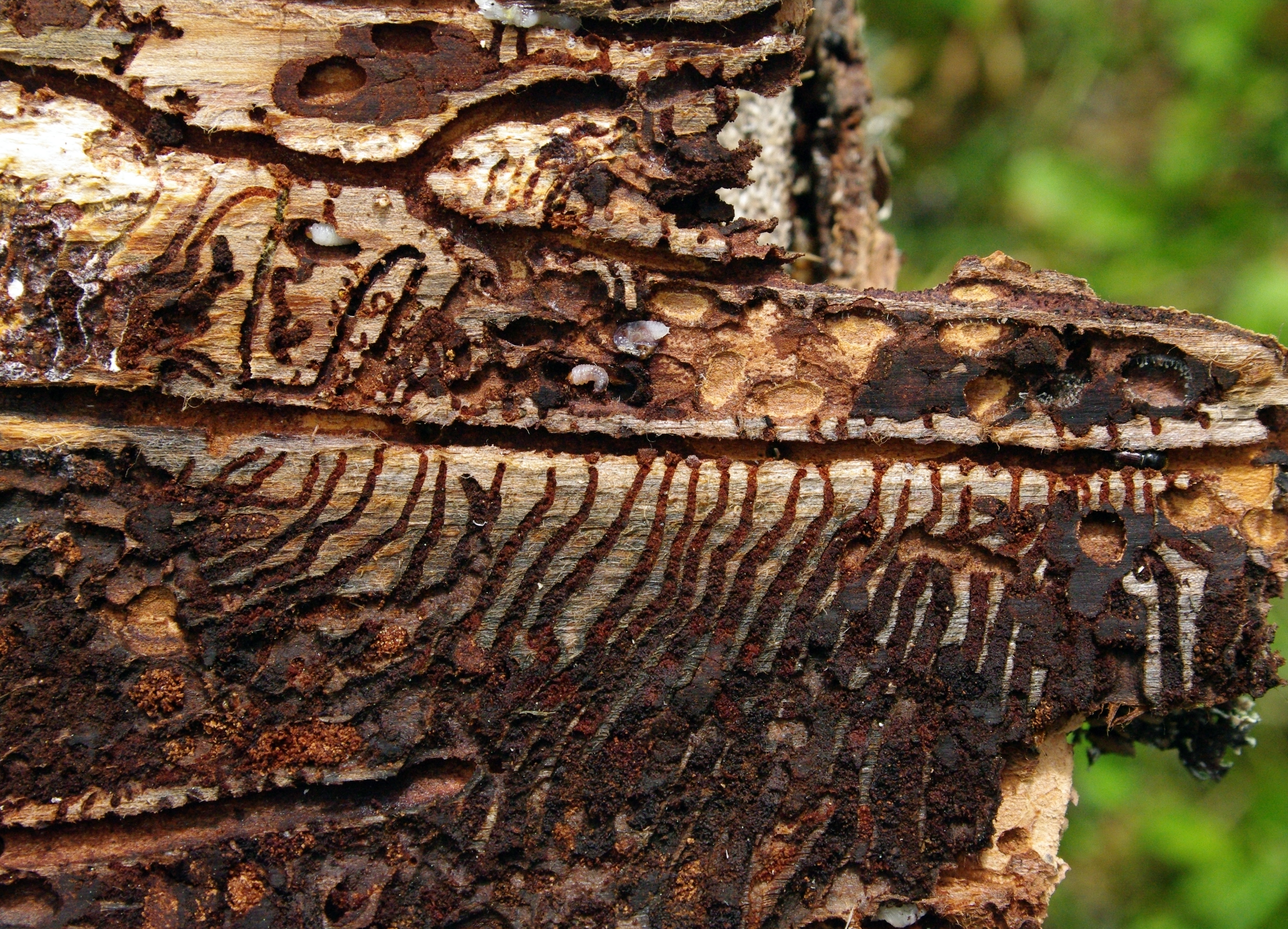
Les larves du Bostryche typographe creusent des galeries dont les motifs évoquent des lettres typographiques, d'où l'épithète spécifique donné à ce saproxyle ravageur.

Une espèce saproxylique (du grec ancien σαπρός, sapros, « putride », et ξύλον , xulon, « bois ») réalise tout ou partie de son cycle de vie dans le bois en décomposition, ou des produits de cette décomposition. Elle est associée à des arbres tant vivants (micro-habitats portés par les arbres, notamment les plus vieux) que morts. La saproxilation désigne le processus de décomposition du bois par ces organismes saprophiles (aimant le bois en décomposition) qui sont des espèces lignicoles et peuvent être des organismes xylophages ou saproxylophages.
Par convention, deux autres regroupements d’organismes sont inclus dans cette définition : i) les espèces associées aux écoulements de sève et à leurs produits de décomposition, et ii) les organismes autres que les champignons qui se nourrissent directement du bois. Un cas particulier est l'espèce saproxylophage qui consomme le bois en décomposition.
Ces espèces contribuent à la bonne décomposition du bois et à la production de l'humus forestier, au moins durant une étape de leur cycle de développement (stade larvaire le plus souvent).
On parle aussi de « communauté saproxylique » pour décrire les groupes d'organismes fongiques, bactériens et invertébrés qui décomposent le bois pour s'en nourrir. Elle constitue une grande part de la biodiversité forestière (entre un quart et un tiers de la biodiversité forestière est saproxylique  et on y compte les espèces les plus rares), et certains auteurs, sur la base d'analyses de corrélation entre l'offre naturelle en bois-mort et la diversité des espèces estiment même que la mesure du volume et de la diversité des bois morts est un très bon indicateur de la biodiversité forestière.

Certaines de ces espèces vivent en symbiose avec d'autres espèces saproxyliques ou des espèces non-saproxyliques (champignon/arbre vivant par exemple, via la mycorryzation).
L'étude de cette catégorie d'organismes est étroitement liée à celle de la nécromasse dans un sens plus large.

## La communauté saproxylique
Elle comprend des groupes d'espèces (animaux, champignons et bactéries essentiellement) qui se succèdent au fur et à mesure de la décomposition du bois. Ces espèces sont :
- des bactéries, virus et micro-organismes encore mal connus ;
- des algues ;
- des mousses ;
- des champignons (Ascomycètes, Basidiomycètes) et certains lichens spécialisés ;
- des insectes (Coleoptera, Diptera, Hymenoptera principalement, et d'autres groupes d'insectes vivant directement du bois mort ou secondairement (par exemple en consommant les carpophores de champignons...) ;
- des acariens ;
- quelques espèces de Vertébrés (reptiles, amphibiens, oiseaux, mammifères).

## Exemples
Chez les insectes ;
- Chez quelques espèces, l'adulte mange les champignons et bactéries qui se développent dans le bois-mort.
- Chez d'autres espèces telles que le coléoptère saproxylique pique-prune, ce sont les larves qui vont se nourrir de bois mort. 
Son habitat est constitué de grosses cavités dans des vieux arbres feuillus.
- D'autres encore (espèces cavernicoles) vont utiliser les cavités du bois (éventuellement des galeries creusées par d'autres insectes) pour y déposer leurs œufs et la nourriture de leurs larves ; c'est le cas par exemple de certaines abeilles et guêpes solitaires ou de certaines abeilles coloniales qui construisent leurs ruches dans les cavités de vieux arbres.
- d'autre espèces consomment les cadavres d'autres animaux, restes d'excréments, nids d'oiseaux, etc. dont le taupin violacé devenu rarissime en raison de la raréfaction de ses habitats. D'autres encore sont carnivores.

## Opportunisme
Une étude réalisée en 2002 sur les insectes saproxyles de Suisse a montré qu'ils avaient su profiter de la tempête Vivian pour proliférer. La tempête ayant rasé de nombreux arbres, a créé la ressource nécessaire au développement rapide de ces espèces dont le très nuisible Ips typographus qui s'attaque aussi aux jeunes pousses. Les scientifiques recommandent d'attendre deux ans après une tempête pour replanter les arbres afin d'éviter la prolifération des nuisibles, et de toujours partager les zones ravagées en parcelles nettoyées et parcelles de bois mort afin de préserver la biodiversité.

## Fonctions écosystémiques et d'auxiliaire des cultures
Une étude a mesuré l'abondance et la diversité en abeilles et guêpes cavernicoles (et en celle de leurs parasitoïdes), dans différents types de forêts feuillues (de la hêtraie monospécifique à des boisements très diversifiés. Ces insectes ont été inventoriés du sous-étage à la canopée, et selon le gradient de diversité en essences d'arbres.

Des études antérieures avaient montré que le nombre d'espèces de fourmis et de guêpes-parasite étaient plus nombreuses dans les forêts hétérogènes, c'est-à-dire riches en essences différentes. Ce n'est pas le cas ici pour les taxa cavernicoles. Mais le nombre d'individus au sein de chaque espèce est plus élevé dans les peuplements riches en essences différentes. Les auteurs en déduisent que ceci pourrait avoir une influence positive sur la pollinisation mais aussi en diminuant le nombre d'insectes herbivores (dont chenilles défoliatrices, pucerons...), tant dans le peuplement forestier qu'à ses environs cultivés ou jardinés. 

## Régression des cortèges saproxyliques à la suite de la raréfaction de leur habitat
La disparition des vieux arbres, des gros arbres morts et des arbres à cavités en forêt est la première cause de raréfaction des espèces saproxyliques.

La fragmentation écologique des forêts en est une autre.

## Recherche et partage des connaissances
La recherche est rendue difficile par le recul de nombreuses espèces saproxylophages, mais des études, plans de conservation et plans de restauration sont à l'étude ou en cours dans de nombreux pays.
Le Nordic saproxylic network (réseau de spécialistes créé à Ekenäs (Suède) en 2004), a lancé une base de données partagée sur la biodiversité saproxylique (en cours de constitution depuis 2007), pour offrir des informations détaillées sur l'écologie des espèces directement dépendantes du bois-mort ou sénescent. Ce site se veut être est une plate-forme commune aux utilisateurs de base de données.
En France métropolitaine, un « Plan d'action Vieux-bois, bois-morts » est prévu dans le cadre des suites du Grenelle de l'Environnement. 
SAPROX est l'inventaire national des coléoptères saproxyliques, considérés comme témoins de la qualité des milieux plus ou moins boisés. SAPROX, lancé par le Muséum national d'histoire naturelle vise à collecter des données nouvelles, mais aussi à regrouper les données existantes sur la biologie et la distribution de ces espèces, afin de les rendre plus disponibles (pour la communauté entomologique notamment, qui a des projets de mise à jour des listes rouges d'espèces menacées dont liste rouge des coléoptères saproxyliques et phytophages du Limousin et Liste Rouge des Coléoptères saproxyliques de la région Auvergne-Rhône- Alpes, d'atlas locaux et nationaux, de publications… en offrant notamment des webinaires disponibles en replay) et pour les gestionnaires de milieux naturels. Cet inventaire s'articule aussi au système d'information sur l'écologie des Coléoptères saproxyliques français (FRISBEE) consacré aux traits de vie et à l'écologie de ces espèces pour l'étude de la biodiversité forestière.
Dans le cadre de la Directive-Habitat-Faune-Flore, les États membres de l’Union Européenne sont tenus de surveiller et protéger certaines espèces de coléoptères saproxyliques. En France, les espèces concernées sont : Cerambyx cerdo, Cucujus cinnaberinus, Limoniscus violaceus, Lucanus cervus, Osmoderma eremita, Rhysodes sulcatus, Rosalia alpina, Stephanopachys linearis et Stephanopachys substriatus.